# Președintele Hondurasului
Președintele Hondurasului (în spaniolă Presidente de Honduras), cunoscut oficial ca Președintele Republicii Honduras (în spaniolă Presidente de la República de Honduras), este șeful statului și al guvernului Hondurasului și comandantul-șef al armatei. Conform Constituției Hondurasului din 1982, guvernul Hondurasului este format din trei ramuri: executivă, legislativă și judiciară. Președintele este șeful filialei executive, datoria lui principală fiind de a „executa și pune în aplicare Constituția, tratatele și convențiile, legile și alte dispoziții legale”. Președintele este ales direct pentru un mandat de patru ani.

## Eligibilitate
Abilitățile sunt extrem de stricte, concepute pentru a preveni o dictatură din partea personalităților politice, militare sau de afaceri. Pentru a fi eligibil pentru a candida la funcția de președinte, candidatul trebuie să:
- Fie născut în Honduras
- Să aibă peste 30 de ani la momentul alegerilor.
- Să se bucure de drepturile depline ale cetățeniei Hondurasului.
- Să nu fie un oficial al vreunei biserici sau al unei religii.
- Să nu fie în serviciu militar activ în cele șase luni anterioare alegerilor.
- Să Nu fie numit în funcția de președinte, secretar sau subsecretar de stat, judecător sau membru al curții electorale, avocat general sau avocat adjunct, controlor general sau controlor general adjunct sau executiv al unei instituții private cu cel puțin șase luni anterioare alegerilor.
- Să nu fie ofițer al forțelor armate sau al forțelor de ordine sau soldat activ cu cel puțin 12 luni înainte de alegeri.
- Să nu fie soțul sau ruda președintelui sau a vreunui lider militar.

## Atribuții
Constituția atribuie 45 de drepturi și competențe specifice funcției de Președinte: numește și înlătură secretarii cabinetului său și alte posturi ale căror numiri nu sunt atribuite altor funcționari.
Alte atribuții:
- Să convoace Congresul Național în ședință specială sau să propună o prelungire a sesiunii ordinare.
- Să restricționeze sau să suspende exercitarea drepturilor Consiliului de Miniștri sub rezerva dispozițiilor prezentei Constituții.
- Să se adreseze oricând Congresului Național și să amâne fiecare sesiune legislativă ordinară.
- Să participe la prezentarea legislației în Congres de către secretarii cabinetului.
- Să asigure implementarea rezoluțiilor legislativului, ale sistemului judiciar și ale Curții Electorale Naționale.
- Să emită decrete, regulamente și rezoluții în conformitate cu legea.
- Să direcționeze politica externă.
- Să încheie tratate și convenții pentru a fi ratificate de Congres.
- Să desemneze șefii misiunilor diplomatice și consulare.
- Să primească șefii de stat și reprezentanții diplomatici.
- Să fie comandant-șef al armatei, cu gradul de general-maior.
- Să declare război și pace în cazul vacanței Congresului (deși Congresul Național trebuie chemat imediat în ședință cu o astfel de ocazie).
- Să asigure buna conduită oficială a funcționarilor publici și a angajaților.
- Să gestioneze Trezoreria.
- Să dicteze măsuri extraordinare pe probleme economice și financiare, atunci când este solicitat de interesul național (care trebuie raportat Congresului Național).
- Să negocieze împrumuturi internaționale, solicitând aprobarea Congresului, după cum este necesar.
- Să formuleze Planul Național de Dezvoltare, discutat în cabinet și aprobat al Congresului și apoi să direcționeze și să implementeze acest plan.
- Să reglementeze tarifele în conformitate cu legislația.
- Să grațieze și să comute sentințe penale.
- Să confere decorații militare și civile.
- Să colecteze veniturile publice și reglementeze investițiile.
- Să publice Declarației trimestriale privind veniturile și cheltuielile veniturilor publice.
- Să organizeze, dirijeze, îndrume și să promoveze educația publică.
- Să mențină și reglementeze sistemul sănătate din Honduras.
- Să reglementeze politici economice și financiare.
- Să exercite supravegherea și controlul instituțiilor bancare, de asigurări și finanțe prin intermediul serviciilor bancare și asigurări naționale și să numească președinții și vicepreședinții băncilor statului.
- Să dicteze și să promoveze implementarea rapidă a producției și reformei agrare.
- Să sancționeze, să se opună, să publice și să promulge legile adoptate de Congres.
- Să direcționeze și să sprijine politica de integrare economică și socială, atât la nivel național, cât și internațional, destinată îmbunătățirii condițiilor de viață ale oamenilor din Honduras.
- Să creeze, mențină și elimine serviciile publice.
- Să confere ranguri militare de la locotenent la căpitan, inclusiv.
- Să se asigure că armata este apolitică, profesională și ascultătoare.
- Să permită, cu autorizarea Congresului, ieșirea din țară a trupelor Hondurasului pentru a servi în teritoriu străin.
- Celelalte funcții conferite de Constituție și legislație.